# Ченгичи
Ченгичи (серб. Ченгићи / Čengići) — село в общине Вишеград Республики Сербской Боснии и Герцеговины. В настоящее время село необитаемо.